# اوچ‌تپه (بوکان)
اوچ‌تپه (بوکان)، روستایی از توابع بخش سیمینه شهرستان بوکان در استان آذربایجان غربی ایران است.

## جمعیت
این روستا در دهستان آختاچی شرقی قرار دارد و براساس سرشماری مرکز آمار ایران در سال ۱۳۸۵، جمعیت آن ۱٬۷۱۶ نفر (۳۲۸ خانوار) بوده‌است.